# 석성군
| Daedongyeojido (Gyujanggak) 16-05.jpg | Daedongyeojido (Gyujanggak) 16-04.jpg |
|                                       |                                       |

석성군(石城郡)은 부여군 석성면과 논산시 성동면 지역에 있던 옛 고을이다.

## 1914년 이후
1914년의 행정구역과 현재의 행정구역 비교
| 조선총독부령 제111호 |               |                        |
| 구 행정구역          | 신 행정구역   | 신 행정구역            |
| 현내면(縣內面)       | 부여군 석성면 | 봉정리, 석성리, 현내리 |
| 북면(北面)           | 부여군 석성면 | 정각리, 현북리         |
| 비당면(碑堂面)       | 부여군 석성면 | 비당리                 |
| 증산면(甑山面)       | 부여군 석성면 | 증산리                 |
| 우곤면(牛昆面)       | 논산군 성동면 | 우곤리                 |
| 삼산면(三山面)       | 논산군 성동면 | 삼산리, 삼호리, 화정리 |
| 원북면(院北面)       | 논산군 성동면 | 원남리, 원북리         |
| 병촌면(甁村面)       | 논산군 성동면 | 개척리, 병촌리, 월성리 |
| 정지면(定止面)       | 논산군 성동면 | 원봉리, 정지리         |

- 석성면은 석성군 현내면, 북면, 증산면, 비당면을 합하여 군의 이름을 따와 석성면이라 하였다.
- 성동면은 석성군 병촌면, 삼산면, 우곤면, 원북면, 정지면을 합하여 금성산(金城山) 동쪽에 있다하여 성동면이라 하였다.